# デモティック
デモティック (Demotic) または民衆文字（みんしゅうもじ）は、古代エジプトでエジプト語を表記するのに使われた3種類の文字のうちの1つである。

## 歴史
古代エジプトでは石に刻むためのヒエログリフ（聖刻文字）と筆記用のヒエラティック（神官文字）の両方が並んで発達し、後にヒエラティックを崩した簡略文字であるデモティックが作られたと考えられる。ただし、デモティック書体で木や石に刻んだものも多く残っている。
デモティックは古くは紀元前660年に使われているのが見つかっており、紀元前600年には古代エジプトでは標準的な書体となったと見られている。4世紀にはエジプトでもギリシア文字を基にしたコプト文字が使われており、デモティックはそれ以後使われなくなった。
後年に見つかっているデモティックの最後の使用例は、紀元452年にフィラエ神殿の壁に刻まれたものである。

### 前期デモティック (Early Demotic)
初期デモティック（ドイツ語ではFrühdemotisch）は、第25王朝後期の下エジプトで発展し、特にサッカラのセラペウムから出土した石碑に見られる。初期デモティックのテキストは、ほとんどが第26王朝とその後のアケメネス朝属州（第27王朝）の時代に書かれているため、一般に紀元前650年から紀元前400年の間に作られたと考えられている。プサムテク1世によるエジプト再統一後、上エジプトではデモティックがヒエラティックの後継として、特にイアフメス2世の時代には公式の行政・法律文書に使用された。この時期、デモティックは行政文書、法律文書、商業文書にのみ使用され、ヒエログリフやヒエラティックは宗教文書や文学にのみ使用された。

### 中期デモティック (Middle (Ptolemaic) Demotic)
中期デモティック（紀元前400年頃〜30年頃）は、プトレマイオス朝で使われていた文字である。紀元前4世紀以降、文学や宗教のテキストに使用されるようになり、デモティックの地位が高まった。紀元前3世紀末には、行政言語であるコイネーの重要性が高まり、デモティックの契約書は、当局に登録されたことをギリシャ語で記さない限り、その法的効力をほとんど失った。
プトレマイオス朝時代のデモティック
- デモティック碑文のオストラコン（プトレマイオス朝、前305-30年頃）。おそらくテーベのもの。ある男の失明を癒すためのアメン神への祈り。
- デモティックで書かれた契約書。裏面に立会人の署名がある。プトレマイオス朝時代のパピルス。

### 後期デモティック (Late (Roman) Demotic)
ローマ帝国のエジプト支配が始まって以来、デモティックは次第に公的な場では使われなくなった。後期デモティック（紀元前30年頃〜紀元452年、特に紀元1〜2世紀）には多くの文学的テキストが書かれていたが、2世紀末に急速に減少した。ラテン語が帝国西部の言語を駆逐したのとは対照的に、ギリシャ語がデモティックに置き換わることはなかった。その後、デモティックはごく一部のオストラコン、ギリシャ語テキスト、ミイラのラベル、落書きなどに使われただけであった。後年に見つかっているデモティックの最後の使用例は、紀元452年にフィラエ神殿の壁に刻まれた落書きで、452年12月12日の日付がつけられている。本文は「ペトシリスの息子ペティセ」とだけ書かれており、ペティセが誰であったかは不明である。

## 単字と翻字
ヒエログリフの前身である文字体系と同様に、デモティックも単字、つまり「アルファベット」の文字セットを持ち、個々の音素を表現することができた。単字はデモティックの中でも頻繁に使用され、文章中の全文字のうち3分の1から2分の1を占めており、特に多くの外来語は単字で書かれている。後期（ローマ時代）のテキストでは、単字はより頻繁に使われている。
次の表は、単字、翻字、元となったヒエログリフ、そこから派生したコプト文字、および使用上の注意点を示した一覧である。
| A |

| A |

| i |

| i |

| W | i |

| W | i |

| aA · Y1 · a |

| aA · Y1 · a |

| a |

| a |

| W | i | i |

| W | i | i |

| wA |

| wA |

| w |

| w |

| Z3 |

| Z3 |

| Z1 · H_SPACE | bA |

| Z1 · H_SPACE | bA |

| W | b |

| W | b |

| p |

| p |

| f |

| f |

| m |

| m |

| n · W · nw |

| n · W · nw |

| n |

| n |

| rw |

| rw |

| r |

| r |

| A2 | i |

| A2 | i |

| Z1 | rw |

| Z1 | rw |

| h |

| h |

| H |

| H |

| bH · Y1 |

| bH · Y1 |

| x |

| x |

| x · y |

| x · y |

| M12 |

| M12 |

| X |

| X |

| s |

| s |

| Z5 · Y1 | Z1 | Aa18 |

| Z5 · Y1 | Z1 | Aa18 |

| z |

| z |

| t | s |

| t | s |

| SA |

| SA |

| S |

| S |

| q |

| q |

| k |

| k |

| Z1 | kA |

| Z1 | kA |

| g |

| g |

| t |

| t |

| D37 · t |

| D37 · t |

| n · t |

| n · t |

| i | ti |

| i | ti |

| ti |

| ti |

| D51 · D40 |

| D51 · D40 |

| A | DA |

| A | DA |

| DA |

| DA |

| D |

| D |

1. 1 2 3 4 5 6 7 8 9 10 11 12  古コプト語のテキストにのみ出現する。
2. ↑  あるいは、 ϯ はⲧ と ⲓ の合字の可能性がある。[6]

## デモティック期のエジプト語
デモティックという語は、この文字を用いて書かれた、新エジプト語後期の段階を指す場合もある。デモティックによるエジプト語は、その後に現れたコプト語に非常に近いものである。当初、デモティックで書かれたエジプト語の表現は、それまで使用されていた常套句が多く含まれるなど、当時の人々の日常語の特徴を多く有していたものと思われる。しかし、デモティックの使用が次第に文学や宗教文書などの非日常的な分野に限られてくるようになると、デモティックによるエジプト語は人工的な性格を帯びるようになり、当時の日常語からの乖離が大きくなっていった。